# Blind Spot (film 1981)
Blind Spot (Die Reise nach Lyon, "Il viaggio a Lione") è un film del 1981 diretto da Claudia von Alemann.

## Trama
Elisabeth è una giovane storica che dalla Germania, dove vive con il marito e una figlia piccola, si è recata a Lione per ricercare le tracce della presenza di Flora Tristan, un'attivista per i diritti delle donne che vi visse per un certo periodo nel 1844, pochi mesi prima della sua morte. Elisabeth a Lione non fa ricerche storiche nel senso convenzionale del termine, ma desidera piuttosto ricreare le sensazioni che l'attivista deve aver provato. Vaga continuamente per la città da sola, equipaggiata solo con il suo taccuino e un piccolo registratore a cassette. Nel suono dei suoi passi, crede di sentire "l'eco dei passi di Flora [...] un secolo e mezzo dopo".
Tuttavia, a Lione Elisabeth trova solo poche persone disposte a parlare con lei. Entra più in confidenza con la proprietaria di un vecchio piccolo bistrot, alla quale chiede della targa accanto all'ingresso che commemora la fucilazione di ottanta ebrei nel 1943.
La prolungata assenza di Elisabeth da casa fa sorgere la domanda se si separerà definitivamente dal marito. Quando legge una lettera di lui al tavolo del bistrot, le vengono le lacrime agli occhi. Compare allora un altro uomo, che aveva già notato nella sala per la colazione dell'albergo dove alloggiava quando le aveva rivolto uno sguardo interessato. Più tardi lo incontra di nuovo, "per caso", secondo quanto egli sostiene. Lo segue in un appartamento vuoto e dopo aver scambiato qualche parola si baciano, ma dopo non lo incontrerà più.

## Distribuzione
Il film fu presentato in concorso al Festival internazionale del cinema di Berlino del 1981 nella sezione "Forum internazionale del giovane cinema". Fu oggetto di retrospettive al Festival di Berlino del 2019 e al Festival del cinema europeo di Siviglia nel 2021.
In Italia è stato reso disponibile per lo streaming dalla piattaforma MUBI, in lingua originale con sottotitoli in italiano.

## Riconoscimenti
- 1982 – Premio della critica tedesca (Preis der deutschen Filmkritik)[2]
  - Miglior film